# Planlage
Die Planlage ist in der Fototechnik eine wichtige Eigenschaft fotografischer Papiere und Filme.
Von ganz einfachen Meniskuslinsen abgesehen, sind in der Fotografie alle optischen Systeme darauf ausgelegt, eine möglichst geringe Bildfeldwölbung zu erreichen, also Abbildungen genau in einer Ebene zu erzeugen. Filme und Fotopapiere neigen jedoch dazu, sich in einer Vorzugsrichtung zu wölben, was zu partiellen Unschärfen führen würde. Um die Planlage der Aufnahmematerialien zu verbessern, sind unterschiedliche Maßnahmen üblich:
- Planfilme erhalten beidseitig eine Gelatineschicht, so dass sich Spannungen insbesondere durch Luftfeuchtigkeitsänderungen ausgleichen
- In Kameras werden federnde Filmandruckplatten eingesetzt
- Bei einigen Modellen von Contax wurde sogar eine keramische Vakuumplatte verwendet, die mittels Löchern den Film an sie ansaugt.
- Beim Vergrößern im Fotolabor finden Vergrößerungsrahmen, Glasplatten oder Vakuumrahmen Verwendung

Um Probleme mit der Planlage von Fotomaterialien zu vermindern, kommt es vor allem auf eine geeignete Lagerung an, insbesondere eine zu geringe Luftfeuchtigkeit, aber auch zu hohe Temperaturen verschlechtern die Eigenschaften. Bei Rollfilm wird teilweise empfohlen, den Filmtransport erst unmittelbar vor der Aufnahme durchzuführen.